# 635 (tal)
635 är det naturliga heltal som följer 634 och följs av 636.

## Matematiska egenskaper
- 635 är ett udda tal.
- 635 är ett sammansatt tal.
- 635 är ett semiprimtal.[1].
- 635 är ett glatt tal.

## Inom vetenskapen
- 635 Vundtia, en asteroid.